# Joachim Joe Lynx
Joachim Joe Lynx, auch J. J. Lynx, eigentlich Joachim Johannes Rügheimer (geboren 27. September 1898 in Charlottenburg; gestorben 1969 in London) war ein deutsch-britischer Schriftsteller.

## Leben
Joachim Rügheimer veröffentlichte 1929 eine illustrierte Reisereportage über Mexiko.
Vielleicht in Anlehnung an George Orwell, dessen 1927 gemachte Erfahrungen als Landstreicher in London im Jahr 1931 in der Zeitschrift The Adelphi erschienen waren – und 1933 überarbeitet in dessen Buch Down and Out in Paris and London veröffentlicht wurden –, ging Rügheimer unter die Landstreicher in Deutschland. Seine Reportage wurde 1931 in einer hohen Erstauflage von 20.000 Exemplaren gedruckt.
Rügheimer emigrierte nach der Machtergreifung der Nationalsozialisten zu einem unbekannten Zeitpunkt.
Über Joachim Joe Lynx liegen nur die spärlichen Informationen vor, die Verlage seinen Veröffentlichungen auf dem Klappentext beifügten. Während des Zweiten Weltkriegs ist von ihm ein einzelner Beitrag in der Londoner Exilzeitung Die Zeitung nachgewiesen. 1945 gab er das Buch The Future of the Jews heraus. 1963 veröffentlichte er eine Biografie des Hoteldiebs Georges Manolescu und 1965 ein Buch über die Skandalehe der Hohenzollernprinzessin Viktoria von Preußen mit Alexander Zoubkoff.

## Schriften
- (Hrsg.): The Future of the Jews: A Symposium. London : Lindsay Drummond, 1945
- (Hrsg.): The Pen Is Mightier Than the Sword: The Story of the War in Cartoons. London : Lindsay Drummond, 1946
- The Film Fan's Bedside Book. London : Co-Ordination Press, 1948
- The Film Fan's Bedside Book No. 2. London : Co-Ordination Press, 1949
- Patent Applied For: A Century of Fantastic Inventions. London : Co-Ordination Press, 1949
- Die Historische "Ente". Hannover : Fackelträger, 1960  [Idee: Anthony Armstrong]
- Aus der Mottenkiste des Genies : Eine Führung durch eine der vollkommensten und wissenschaftlichsten Kollektionen des Fortschritts. Hannover : Fackelträger, 1960
- The Prince of Thieves: A Biography of George Manolesco. London : Cassell, 1963
  - Manolesco, König der Diebe. Übersetzung aus dem Englischen Kurt Wagenseil. München : List, 1964
- The Great Hohenzollern Scandal: A Biography of Alexander Zubkov. London : Oldbourne, 1965

Übersetzungen
- John Victor Turner: Die fremden Gäste : Kriminal-Roman. Nicholas Brady. Übersetzung J. Lynx. Leipzig : Goldmann, 1934 (1952)

Joachim Rügheimer
- Das tolle Mexiko : Sonne, Menschen und Revolutionen. Berlin-Schöneberg : Peter J. Oestergaard, 1929
- Skandal in New York. Wer mordete Lord Rollestone? : (Folge 1). John Daye. Leipzig : Carl Emil Krug, 1930
- Putsch und Pralinen. Erzählung. Berlin : Glöckner, 1930
- Milliardäre? – ausgeschlossen! : Komödie in 4 Akten. Berlin : Glöckner, 1930
- Manzanillo. Berlin-Schöneberg : Oestergaard, 1930
- Als Landstreicher durch Deutschland : Erlebnisse in Herbergen und Asylen, auf der Landstrasse und in Arbeitshäusern. Leipzig : Köhler, 1931[4]
- Drei auf der Insel : Roman. Berlin : Frigga-Verlag, 1934